# (31788) 1999 KQ14
1999 KQ14 (asteroide 31788) é um asteroide da cintura principal. Possui uma excentricidade de 0.09960150 e uma inclinação de 17.78665º.
Este asteroide foi descoberto no dia 18 de maio de 1999 por LINEAR em Socorro.